# 1982 a jogalkotásban
1982-ben az alábbi fontosabb jogszabályokat alkották meg:

## Magyarország

### Törvények (2!)
- 1982. évi I. törvény 	 a Magyar Népköztársaság 1981. évi költségvetésének végrehajtásáról
- 1982. évi II. törvény 	 a Magyar Népköztársaság 1983. évi költségvetéséről

### Törvényerejű rendeletek (44)
- Forrás: Törvényerejű rendeletek teljes listája (1949 - 1989)

- 1982. évi 1. törvényerejű rendelet 	 az eredetmegjelölések oltalmára és nemzetközi lajstromozására vonatkozó Lisszaboni Megállapodásnak, az 1967. évi július hó 14. napján Stockholmban felülvizsgált szövege kihirdetéséről
- 1982. évi 2. törvényerejű rendelet 	 a Magyar Népköztársaság Kormánya és a Líbiai Arab Szocialista Népi Dzsamahirija között Tripoliban, az 1978. március 16-án aláírt kulturális együttműködési egyezmény kihirdetéséről
- 1982. évi 3. törvényerejű rendelet 	 a Magyar Népköztársaság és a Francia Köztársaság között Budapesten, az 1980. évi július hó 31. napján aláírt, a polgári és a családjogi jogsegélyről, a határozatok elismeréséről és végrehajtásáról, valamint a bűnügyi jogsegélyről és a kiadatásról szóló szerződés kihirdetéséről
- 1982. évi 4. törvényerejű rendelet 	 a természetvédelemről
- 1982. évi 5. törvényerejű rendelet 	 a Magyar Népköztársaság és a Szocialista Népi Líbiai Arab Jamahiriya között Budapesten, 1981. évi szeptember hó 24. napján aláírt konzuli egyezmény kihirdetéséről
- 1982. évi 6. törvényerejű rendelet 	 a Nemzetközi Valutaalap alapokmányának kihirdetéséről
- 1982. évi 7. törvényerejű rendelet 	 a magánkereskedelemről szóló 1977. évi 15. törvényerejű rendelet módosításáról
- 1982. évi 8. törvényerejű rendelet 	 A középfokú oktatási intézményekre vonatkozó egyes rendelkezések módosításáról
- 1982. évi 9. törvényerejű rendelet 	 A nemzetközi kiállításokról 1928. november 22-én kelt nemzetközi Egyezmény és módosítására 1948. május 10-én kelt jegyzőkönyv kihirdetéséről szóló 1961. évi 11. törvényerejű rendelet hatályon kívül helyezéséről
- 1982. évi 10. törvényerejű rendelet 	 a nőkkel szembeni megkülönböztetés minden formájának felszámolásáról 1979. december 18-án New Yorkban elfogadott egyezmény kihirdetéséről
- 1982. évi 11. törvényerejű rendelet 	 a vámeljárások egyszerűsítéséről és összehangolásáról szóló, Kyotóban az 1973. évi május hó 18. napján kelt nemzetközi egyezmény kihirdetéséről
- 1982. évi 12. törvényerejű rendelet 	 a Magyar Népköztársaság és a Finn Köztársaság között a kereskedelem akadályainak kölcsönös megszüntetéséről Helsinkiben 1974. május 2-án aláírt, az 1975. évi 5. törvényerejű rendelettel kihirdetett megállapodás módosításáról
- 1982. évi 13. törvényerejű rendelet 	 a Kölcsönös Gazdasági Segítség Tanácsa tagországainak külkereskedelmi tevékenység végzésére feljogosított szervezetei között szállításra kerülő gépek, berendezések és egyéb cikkek műszaki szolgálata általános feltételei kiegészítéseinek és módosításainak közzétételéről
- 1982. évi 14. törvényerejű rendelet 	 a Magyar Népköztársaság és az Osztrák Köztársaság között a Sopron városon és környékén átmenő vasúti forgalomról 1980. szeptember 13-án Budapesten aláírt egyezmény kihirdetéséről
- 1982. évi 15. törvényerejű rendelet 	 A Nemzetközi Újjáépítési és Fejlesztési Bank alapokmányának kihirdetéséről
- 1982. évi 16. törvényerejű rendelet 	 a Magyar Népköztársaság és a Jemeni Népi Demokratikus Köztársaság között Budapesten, 1981. évi november hó 5. napján aláírt barátsági és együttműködési szerződés kihirdetéséről
- 1982. évi 17. törvényerejű rendelet 	 az anyakönyvekről, a házasságkötési eljárásról és a névviselésről
- 1982. évi 18. törvényerejű rendelet 	 a külföldre utazásról és az útlevelekről szóló 1978. évi 20. törvényerejű rendelet módosításáról
- 1982. évi 19. törvényerejű rendelet 	 a külföldiek magyarországi tartózkodásáról
- 1982. évi 20. törvényerejű rendelet 	 a Magyar Népköztársaság Kormánya és az Algériai Demokratikus és Népi Köztársaság Kormánya között Algírban, 1970. évi november hó 19. napján aláírt, a légiközlekedésről szóló Egyezmény kihirdetéséről
- 1982. évi 21. törvényerejű rendelet 	 a társadalombiztosításról szóló 1975. évi II. törvény módosításáról
- 1982. évi 22. törvényerejű rendelet 	 a büntetések és az intézkedések végrehajtásáról szóló 1979. évi 11. törvényerejű rendelet módosításáról
- 1982. évi 23. törvényerejű rendelet 	 a Magyar Népköztársaság és a Svájci Államszövetség között a kettős adóztatás elkerülésére a jövedelem- és a vagyonadók területén Budapesten, az 1981. évi április hó 9. napján aláírt egyezmény kihirdetéséről
- 1982. évi 24. törvényerejű rendelet 	 a Magyar Népköztársaság Kormánya és a Jugoszláv Szocialista Szövetségi Köztársaság képviselőházának Szövetségi Végrehajtó Tanácsa között Hévízen, az 1981. évi március hó 14. napján aláírt állat-egészségügyi egyezmény kihirdetéséről
- 1982. évi 25. törvényerejű rendelet 	 a Magyar Népköztársaság és a Finn Köztársaság között Budapesten, az 1981. évi május hó 22-én aláírt, a polgári, családjogi és büntető ügyekben nyújtandó jogvédelemről és jogsegélyről szóló szerződés kihirdetéséről
- 1982. évi 26. törvényerejű rendelet 	 az 1983. évi lakbérközlésekkel kapcsolatos jogviták elbírálásáról
- 1982. évi 27. törvényerejű rendelet 	 a nemzetközi szerződésekkel kapcsolatos eljárásról
- 1982. évi 28. törvényerejű rendelet 	 a kötvényről
- 1982. évi 29. törvényerejű rendelet 	 a társadalombiztosításról szóló 1975. évi II. törvény módosításáról
- 1982. évi 30. törvényerejű rendelet 	 a szövetkezetekről szóló 1971. évi III. törvény módosításáról
- 1982. évi 31. törvényerejű rendelet 	 az ipari szövetkezetekről szóló 1971. évi 32. törvényerejű rendelet módosításáról
- 1982. évi 32. törvényerejű rendelet 	 a takarékszövetkezetekről szóló 1978. évi 22. törvényerejű rendelet módosításáról
- 1982. évi 33. törvényerejű rendelet 	 a lakásszövetkezetekről szóló 1977. évi 12. törvényerejű rendelet módosításáról
- 1982. évi 34. törvényerejű rendelet 	 a fogyasztási, értékesítő és beszerző szövetkezetekről szóló 1971. évi 35. törvényerejű rendelet módosításáról
- 1982. évi 35. törvényerejű rendelet 	 a mezőgazdasági termelőszövetkezetekről szóló 1967. évi III. törvény módosításáról
- 1982. évi 36. törvényerejű rendelet 	 az élelmiszerekről szóló 1976. évi IV. törvény módosításáról
- 1982. évi 37. törvényerejű rendelet 	 a felsőoktatási intézményekről szóló 1962. évi 22. törvényerejű rendelet módosításáról
- 1982. évi 38. törvényerejű rendelet 	 a tudományos fokozatokról és a tudományos minősítésről szóló 1970. évi 9. törvényerejű rendelet módosításáról
- 1982. évi 39. törvényerejű rendelet 	 a Magyar Népköztársaság és az Angolai Népi Köztársaság között 1981. október 9-én Budapesten aláírt Barátsági és Együttműködési Szerződés kihirdetéséről
- 1982. évi 40. törvényerejű rendelet 	 a Magyar Népköztársaság és az Iraki Köztársaság között Budapesten 1982. évi június hó 11. napján aláírt konzuli egyezmény kihirdetéséről
- 1982. évi 41. törvényerejű rendelet 	 az alkoholisták kötelező intézeti gyógykezeléséről
- 1982. évi 42. törvényerejű rendelet 	 a Magyar Népköztársaság és a Nicaraguai Köztársaság között Managuában, 1981. november 14-én aláírt konzuli egyezmény kihirdetéséről
- 1982. évi 43. törvényerejű rendelet 	 a szakközépiskolákra vonatkozó rendelkezések módosításáról
- 1982. évi 44. törvényerejű rendelet 	 a képzőművészeti és iparművészeti alkotások, valamint dekorációs anyagok többszörösítésének és forgalomba hozatalának szabályozásáról szóló 1955. évi 12. törvényerejű rendelet hatályon kívül helyezéséről

### Minisztertanácsi rendeletek
- 1/1982. (I. 16.) MT rendelet a Népi Iparművészeti Tanácsról
- 2/1982. (I. 27.) MT rendelet a Magyar Népköztársaság Kormánya és a Görög Köztársaság Kormánya között Budapesten az 1979. évi október hó 8. napján aláírt, a tudományos-műszaki együttműködésről szóló megállapodás kihirdetéséről
- 11/1982. (IV. 22.) MT rendelet a Magyar Népköztársaság Kormánya és az Albán Szocialista Népköz- társaság Kormánya között Tiranában, 1982. évi január hó 20. napján aláírt, az 1981—1985. években lebonyolításra kerülő árucsereforgalomról és fizetésekről szóló megállapodás kihirdetéséről
- 12/1982. (IV. 22.) MT rendelet a Magyar Népköztársaság Kormánya és a Jugoszlávia Képviselőházának Végrehajtó Tanácsa között Budapesten, 1981. évi január hó 16. napján aláírt, az áruk és szolgáltatások 1981—1985. évek közötti forgalmáról szóló egyezmény kihirdetéséről
- 15/1982. (IV. 22.) MT rendelet  A gazdálkodó szervezetek vállalkozással kapcsolatos megbízási szerződéseiről
- 16/1982. (IV. 22.) MT rendelet az árvízi szükségtározókról
- 61/1982. (XI. 30.) MT számú rendelet  a vállalati jövedelemszabályozás rendszeréről
- 82/1982. (XII. 29.) MT rendelet a Magyar Népköztársaság Kormánya és a Ciprusi Köztársaság Kormánya között Budapesten, az 1981. évi november hó 30. napján aláírt, a jövedelem- és a vagyonadók területén a kettős adóztatás elkerüléséről szóló egyezmény kihirdetéséről
- 83/1982. (XII. 29.) MT rendelet a képzőművészet, a fotóművészet és ipari tervezőművészet egyes kérdéseinek szabályozásáról

### Egyéb fontosabb jogszabályok

#### Miniszteri rendeletek
- 1/1982. (I. 1.) EüM rendelet a sportrepülők egészségi alkalmasságának orvosi megállapításáról és a Repülőorvosi Bizottságok működéséről
- 1/1982. (I. 1.) MÉM rendelet Az Állati Eredetű Fehérjetakarmányokat Előállító Üzemek Higiéniai Szabályzatáról
- 3/1982. (I. 16.) MÉM rendelet Az állatorvosok és egyéb állategészségügyi szakemberek foglalkoztatásáról és feladatairól
- 5/1982. (II. 22.) MÉM rendelet  A kitüntetésekről és a kitüntetések adományozásának rendjéről
- 5/1982. (V. 28.) EüM rendelet egyes felnőttvédelmi szociális gondoskodási jogszabályok módosításáról
- 8/1982. (VI. 1.) MM rendelet  a műszaki és a gazdasági tanárok, valamint a műszaki és a gazdasági szakoktatók képzéséről
- 11/1982. (VI. 9.) MÉM rendelet a szabványosítás rendjéről a mezőgazdasági és élelmezésügyi ágazatban
- 15/1982. (VIII. 9.) ÉVM rendelet az újfajta termékek és műszaki megoldások építőipari alkalmazásáról, továbbá az építésügyi műszaki előírásokról
- 97/1982. (XII. 27.) PM rendelet A kötvényről szóló 1982. évi 28. törvényerejű rendelet végrehajlásáról szóló 65/1982. (XII. 4.) MT rendelet végrehajtására
- 101/1982. (XII. 29.) PM rendelet a tervszerű devizagazdálkodásról szóló 1974. évi 1. számú tvr. végrehajtására kiadott 1/1974. (I. 17.) PM számú rendelet módosításáról
- 16/1982. (XII. 30.) EüM rendelet a gombával kapcsolatos közegészségügyi szabályokról
- 33/1982. (XII. 30.) MÉM rendelet A törzskönyvezésről, a teljesítményvizsgálatról és a törzstenyésztésről
- 4/1982. (XII. 30.) MÉM rendelet A baromfikeltetők működéséről
- 35/1982. (XII. 30.) MÉM rendelet Az apaállatgazdálkodásról

#### Minisztertanácsi határozatok
- 1002/1982. (I. 16.) MT határozat a jogi iránymutatásokról, a műszaki-technikai normákról és a mennyiségi rendelkezésekről
- 1004/1982. (II. 10.) MT határozat a pályaválasztási tanácsadásról
- 1018/1982. (VI. 12.) MT határozat a Népköztársasági Tanulmányi Ösztöndíjról és az Országos Középiskolai Tanulmányi Versenyről szóló 1004/1952. (III. 8.) MT határozat hatályon kívül helyezéséről

{{csonk-szakasz}